# Palmer Traulsen
Palmer Traulsen (1913-1975)  foi um importante trombonista Dinamarquês que deixou sua marca interpretativa no Concerto para Trombone e Piano ou Orquestra do compositor Launy Grøndahl, tendo reverberado ainda em tempos atuais.  Traulsen começou seus estudos musicais aos 12 anos em banda de sopros de Tivoli - Dinamarca, tendo estudado para piano com Julius Jacobsen, um famoso pianista e arranjador dinamarquês, contribuindo para que tivesse uma formação ampla e diversificada.
Posteriormente teve aula com uma das maiores referências no trombone na Dinamarca da época, o Anton Hansen. Traulsen foi o Principal trombone da Royal Opera & Ballet, onde Hansen tocava. Traulsen seguiu os passos de Hansen e tornou-se seu sucessor no Conservatório The Royal Academy of Music em Copenhagen, estando ativo como solista e professor.
Traulsen era um músico completo, sendo que vários compositores escreveram para ele na epoca, tais como: Vagn Holmboe, Asger Liund Christiansen, Hildingsen, Ole Schmidt, Wilkenschildt e Julius Jacobsen. No Concerto para Trombone e Piano ou Orquestra do compositor Launy Grøndahl acrescentou a contragosto do compositor algumas elementos não autênticos, como: mudanças de oitavas e de andamento. Quando o compositor (Grøndahl) tomou conta desta interpretação, ficou furioso com as mudanças feitas, chegando a tecer o seguinte comentário: “Você ouviu como eles estragaram meu concerto?
Numa tentativa, provavelmente, que as escolhas interpretativas de Grøndahl fossem mantidas, conforme a edição original de 1929, o compositor acompanhou e dirigiu a performance de Thorkild Graae Jørgensen o acompanhando nos ensaios para certificar se o andamento da obra fosse seguido. Esta interpretação ocorreu no dia 12 de agosto de 1954, tendo o registro da mesma no Youtube.
Apesar do descontentamento do compositor grande parte das interpretações vistas nos tempos atuais estão mais alinhadas a edição da partitura de 1974, que contempla as alterações feitas por Traulsen como opcional.
Alguns intérpretes que abraçaram as indicações de Traulsen são: Alain Trudel Christian Lindberg e Peter Steiner
Outro Concerto que Traulsen modificou consideravelmente é o Concerto para trombone e Banda Militar de Rimsky-Korsakov escrito em 1877. Esta é uma  das obras de Korsakov com maior relevância entre os concertos para solistas. Neste Concerto Traulsen faz algumas adições de oitavas que torna a obra ainda mais desafiadora e virtuosística. 
A gravação de Traulsen deste Concerto encontra-se no Youtube, sendo que até o momento foi encontrado uma outra gravação do intérprete Carsten Svanberg que interpreta o Concerto de Korsakov conforme as mudanças de Traulsen.